# Jorja Smith
Jorja Alice Smith (Walsall, 11 de junho de 1997) é uma cantora e compositora britânica.
Smith lançou vários singles desde janeiro de 2016 e colaborou com outros artistas, incluindo Drake, Kali Uchis e Stormzy. Ela lançou seu EP de estreia, Project 11, em 17 de novembro de 2016. Ganhou reconhecimento com o seu primeiro álbum de estúdio, Lost & Found, lançado em 8 de junho de 2018. O álbum foi aclamado pela crítica, chegou à terceira posição na UK Albums Chart e ainda no mesmo ano, Jorja ganhou o prêmio de Escolha da Crítica no Brit Awards. Em 2019, foi nomeada Melhor Artista Feminina Britânica no Brit Awards e também foi indicada ao Grammy Award de Artista Revelação.

## Vida e carreira

### 1997–2015: primeiros anos
Jorja Alice Smith nasceu em 11 de junho de 1997 em Walsall, nas Midlands Ocidentais, filha de pai jamaicano e mãe inglesa. Seu pai, Peter, gestor de recursos humanos, é um ex músico e cantava em um grupo de neo-soul chamado 2nd Naicha antes de Smith nascer, e sua mãe, Jolene, é designer de joias. Smith tem um irmão mais novo, Luca, e é prima do jogador Kemar Roofe do Leeds United.
Ela começou a estudar piano aos oito anos com encorajamento do seu pai. Smith ganhou uma bolsa para estudar na Aldridge School, onde aprendeu a tocar o oboé e estudou canto clássico, antes de estudar música para seus exames de A-level. Foi encontrada por um agente aos 15 anos após subir vídeos seus cantando versões  no YouTube. Logo após, ela começou a viajar para Londres para compor junto com Maverick Sabre e Ed Thomas, enquanto ainda estudava. Após se formar, mudou para Londres aos 18 anos onde se sustentou trabalhando como barista, e continuou compondo canções.

### 2016–presente: começo da carreira eLost & Found
Em janeiro de 2016, Smith lançou seu primeiro single "Blue Lights", que sampleia a canção "Sirens" de Dizzee Rascal, no SoundCloud; a canção foi reproduzida 400 000 vezes no website no primeiro mês. Seu segundo single "Where Did I Go?", lançado em maio, foi escolhido por Drake como sua faixa favorita do momento no Entertainment Weekly em julho. Em novembro de 2016, lançou seu EP de estreia, com quatro faixas: Project 11. No mesmo mês, Smith foi selecionada como uma das 15 estrelas promissoras na lista Sound of 2017 da BBC Music, chegando à quarta posição.
Smith fez uma participação especial na turnê Boy Meets World do Drake em fevereiro e março de 2017, e cantou em duas faixas da sua mixtape More Life (2017). Ela lançou a canção "Beautiful Little Fools" no Dia Internacional das Mulheres; o título é uma referência ao livro The Great Gatsby. Em maio, ela cantou na canção "Tyrant" de Kali Uchis, o primeiro single do álbum de estúdio de Uchis Isolation (2018). Ela lançou seu terceiro single, "Teenage Fantasy", em junho. Dois meses depois, Smith e o artista de grime Preditah lançaram um single juntos chamado "On My Mind". Em setembro de 2017, começou a namorar o cantor e produtor Joel Compass.

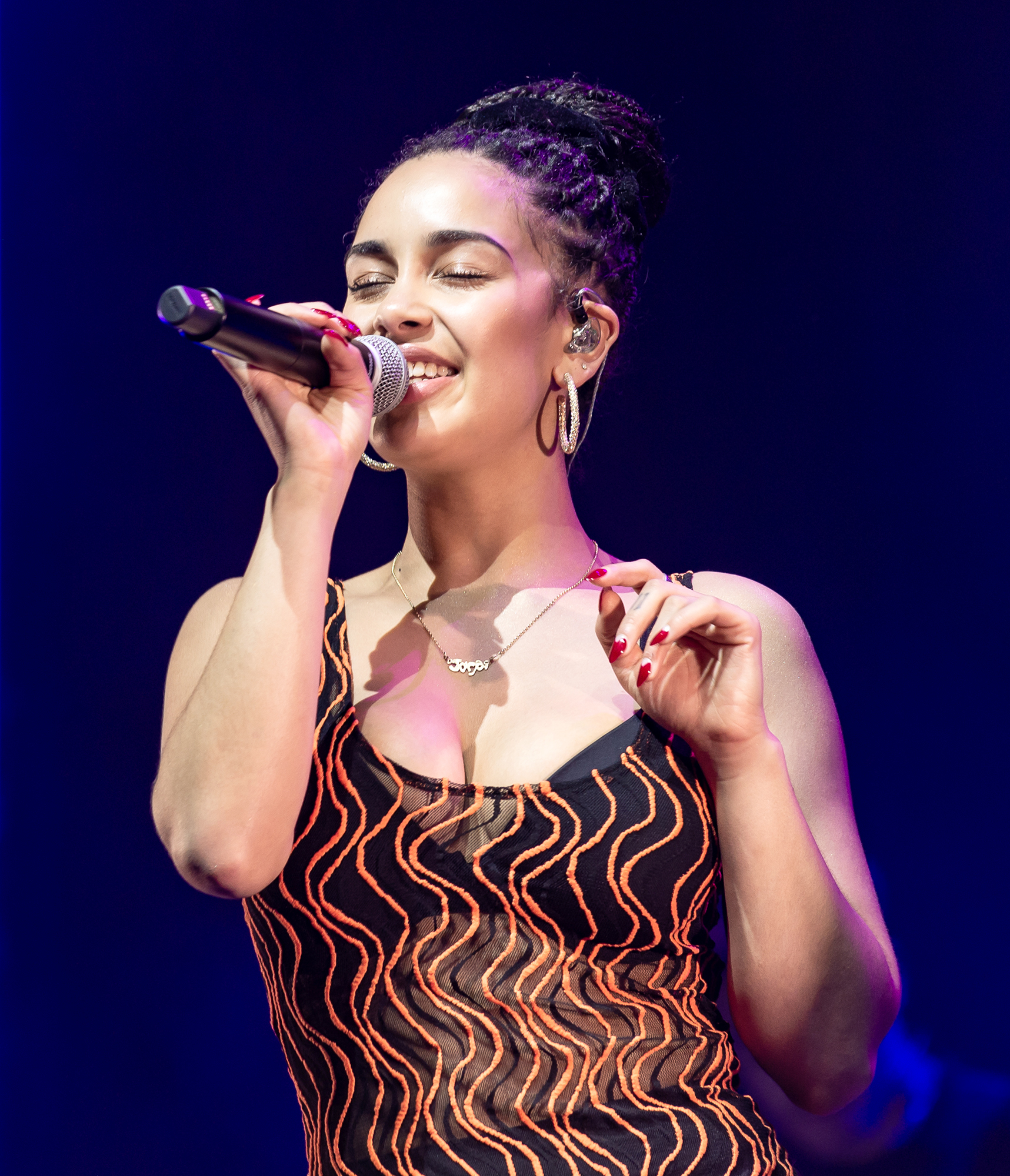
Smith se apresentando em Los Angeles em abril de 2018.

Ela foi a atração de abertura da turnê 24K Magic World Tour de Bruno Mars em outubro e novembro de 2017. Em dezembro, foi anunciado que Smith seria a ganhadora do prêmio Escolha da Crítica nos Brit Awards, que seria apresentado em 13 de janeiro de 2018. Ela é a primeira artista independente a ser indicada e ganhar o prêmio.
Em janeiro de 2018, ela lançou o single "Let Me Down" com o rapper Stormzy. Smith co-escreveu e cantou a canção "I Am" na trilha sonora do filme Black Panther, feita por Kendrick Lamar e lançada em fevereiro. Depois naquele mês, ela cantou nos Brit Awards com Rag'N'Bone Man. Em abril, ela cantou na televisão norte-americana pela primeira vez, interpretando "Blue Lights" no Jimmy Kimmel Live!. Seu álbum de estúdio de estreia, Lost & Found, escrito durante um período de cinco anos, foi anunciado em abril e lançado em junho de 2018. No mês do lançamento do álbum, Smith começou uma turnê para divulgar o álbum, com apresentações agendadas por toda a Europa e apresentações em festivais no Japão.
No início de 2019, ela anunciou uma turnê conjunta com a cantora Kali Uchis, The Kali & Jorja Tour, que contou com 18 shows na América do Norte em abril e maio. Em agosto de 2019, Smith lançou seu primeiro single após Lost & Found, entitulado “Be Honest”, com a participação do músico nigeriano Burna Boy. A faixa estreou como a mais bem-sucedida da artista no Reino Unido até então, sendo sua primeira canção a alcançar o Top 10 do ranking semanal oficial britânico.

## Influências
Smith cresceu escutando reggae, punk, hip-hop e R&B, e compôs sua primeira canção aos 11 anos. Ela diz ter sido "obcecada" com Frank, álbum de estreia de Amy Winehouse, durante a adolescência e foi inspirada pela abordagem crua da cantora para com a composição. Smith disse que suas canções são sobre questões sociais: "Quando as coisas estão acontecendo no mundo, acho importante abordá-las, porque, como músico, você pode fazer as pessoas escutarem. Logo que elas apertam o play, você tem a atenção delas." Ela cita Lauryn Hill, Alicia Keys, Mos Def e The Streets como influências. Seu canto já foi comparado com Adele, Alicia Keys e Rihanna.

## Discografia

### Álbuns de estúdio
- 2018: Lost & Found
- 2023: Falling or Flying

### EPs
- 2016: Project 11
- 2017: Spotify Singles
- 2021: Be Right Back